# Wakasa (Tottori)
Wakasa (若桜町 Wakasa-chō?) es un pueblo localizado en la prefectura de Tottori, Japón. En junio de 2019 tenía una población estimada de 2.984 habitantes y una densidad de población de 15 personas por km². Su área total es de 199,18 km².

## Geografía

### Localidades circundantes
- Prefectura de Tottori
  - Tottori
  - Chizu
  - Yazu
- Prefectura de Hyōgo
  - Yabu
  - Shisō
  - Kami
  - Shin'onsen
- Prefectura de Okayama
  - Nishiawakura

## Demografía
Según los datos del censo japonés, esta es la población de Wakasa en los últimos años.
| Año del censo | Población |
| ------------- | --------- |
| 1995          | 5.548     |
| 2000          | 4.998     |
| 2005          | 4.378     |
| 2010          | 3.873     |
| 2015          | 3.269     |
| 2020          | 2.864     |